# Pseudocaranx dentex
Pseudocaranx dentex es una especie de peces de la familia Carangidae en el orden de los Perciformes. En las Islas Canarias se le conoce como Jurel y en Reino Unido como White trevally.

## Morfología
Los machos pueden llegar alcanzar los 122 cm de longitud total y los 18 kg de peso.

## Distribución geográfica
Se encuentra en el  Atlántico occidental (desde Carolina del Norte y Bermuda hasta el sur del Brasil), en el  Atlántico oriental (Islas Azores,  Madeira, Islas Canarias, Cabo Verde y Santa Helena), en el Mar Mediterráneo y los océanos Índico y Pacífico (Sudáfrica, Japón, Hawái, Australia, Nueva Zelanda  y Nueva Caledonia ).